# Julien Hutsebaut
Julien Hutsebaut (6 maart 1920) is een Belgische voormalige atleet, die gespecialiseerd was in het verspringen. Hij werd eenmaal Belgisch kampioen.

## Biografie
In 1946 werd Hutsebaut Belgisch kampioen verspringen.
Hutsebaut was aangesloten bij Racing Club Brussel.

## Belgische kampioenschappen
| Onderdeel   | Jaar |
| ----------- | ---- |
| verspringen | 1946 |

## Persoonlijk record
| Onderdeel   | Prestatie | Datum | Plaats |
| ----------- | --------- | ----- | ------ |
| verspringen | 6,90 m    |       |        |

## Palmares
verspringen
- 1946:  BK AC - 6,84 m